# CVSD
Дельта-модуляція зі змінною крутістю (англ. Continuously variable slope delta modulation, CVSDM) — спосіб перетворення аналогового сигналу в цифрову форму, один з методів кодування голосу. Це дельта-модуляція зі змінним кроком (тобто окремий випадок адаптивної дельта-модуляції).
Варіант адаптивної дельта-модуляції, званої дельта-модуляція зі змінною крутістю, забезпечує набагато кращу якість передачі, навіть у порівнянні зі стандартними ІКМ-кодуванням. CVSD-модуляція застосовується як альтернативний метод кодування мови в стандарті Bluetooth. Вона була спеціально розроблена для зменшення ефектів перевантаження по крутості.
Більшість методів адаптивної дельта - модуляції (АДМ) засновано на адаптації по виходу, коли крок квантування перебудовується по вихідний послідовності кодових слів. Подібна побудова кодеків АДМ має ту перевагу, що не вимагає синхронізації за кодовими словами, оскільки за відсутності помилок крок квантування, як передавача, так і приймача перебудовується однією і тією ж кодовою послідовністю. Оскільки мінімальний крок квантування може бути зроблений значно менше, ніж той, який необхідний для оптимальної роботи лінійного дельта-модулятора, шум дроблення може бути істотно зменшений. Аналогічно максимальний крок квантування можна зробити більшим, ніж максимальна крутизна вхідного сигналу, що призведе до зменшення шуму перевантаження по крутості.
Стандартний ДМ-кодер генерує двійковий потік зі швидкістю передачі даних 16 кбіт/с. Такий метод представлення мовного сигналу зазвичай застосовується у військовому обладнанні.
Однак існують ще більш ефективні методи кодування, використовувані в системах рухомого стільникового зв'язку. Ці методи засновані на принципах кодування з лінійним передбаченням LPC, а також векторного квантування.